# 山田坂仁
山田 坂仁（やまだ さかじ、1908年12月20日 - 1987年6月3日）は、日本の哲学者。

## 略歴
長野県諏訪郡豊田村（現・諏訪市）出身。旧制長野県立諏訪中学校（現・長野県諏訪清陵高等学校）、旧制松本高等学校を経て、1929年東京帝国大学文学部哲学科卒業、報知新聞社入社。プロレタリア科学研究所、唯物論研究会に所属し、「哲学のレーニン的段階」に関する論争に参加、山岸辰蔵・薬袋俊二・鵜飼隆夫などの筆名で機関誌『唯物論研究』などを執筆。1937年東京府立第九中学校（現・東京都立北園高等学校）英語教師。1940年読売新聞社外報部嘱託。1943年北隆館出版部長。1946年千葉工業大学予科教授。1957年明治大学経営学部教授。1975年日中友好東京都民協会初代会長。比較社会主義学会代表。社会評論社の雑誌『季刊クライシス』編集委員・論説委員。

## 著書

### 単著
- 『科学思想史 唯物史観』 新興出版社、1948年
- 『思想と実践』 北隆館、1948年
- 『自由と必然』 北隆館、1949年
- 『共産主義者は宗教をどう見るか』 三一書房、1949年
- 『宗教と共産主義』 ナウカ社（ナウカ講座）、1949年
- 『理性と信仰 大科学者の宗教観』 ナウカ社（ナウカ百科全書）、1951年
- 『史的唯物論』 新科学社（新科学の基礎知識）、1953年
- 『現代の倫理』 泉文堂、1957年
- 『技術と経営』 白桃書房、1965年
- 『支配と抵抗の論理』 三一書房、1975年
- 『八〇年代の世界危機と社会主義』 三一書房、1980年
- 『認識論と技術論』 いいだもも編・解説、こぶし書房（こぶし文庫 戦後日本思想の原点）、1996年

### 共著
- 『認識論』 戸坂潤共著、三笠書房（唯物論全書）、1937年
- 『哲学の探求』 赤岩栄、松本正夫、福田正俊、高桑純夫、梅本克己、真下信一、宮城音弥、清水幾太郎、武谷三男、松村一人、古在由重共著、河出書房、1948年

### 編著
- 『哲学小辞典』 篠崎武編、泉文堂、1963年
- 『現代修正主義批判 第二回シンポジウム報告集』 三一書房、1979年

## 翻訳
- 『動物と人間 比較心理学的研究』 ダーヴィット・カッツ（英語版）著、三笠書房、1940年
- 『生命の起原』 アレクサンドル・オパーリン著、モルギュリス註、慶應書房、1941年
  - 『生命の起原』 アレクサンドル・オパーリン著、岩崎書店（科学選書）、1946年
  - 『生命の起源』 アレクサンドル・オパーリン著、三笠書房（三笠文庫）、1952年
- 『自然科学史入門』上下 フリードリヒ・ダンネマン著、慶應書房、1941-42年
- 『魔法から科学へ』 チャールズ・シンガー著、北隆館、1944年
- 『空想から科学への社会主義の発展』フリードリヒ・エンゲルス著、社会主義著作刊行会（社会主義著作集）、1946年
- 『唯物史観科学思想史』 クラウザー著、富士出版社、1952年
- 『人民民主主義の国々 ルポルタージュ』上下 ウィルフレッド・バーチェット著、青木書店（青木文庫）、1953年
- 『纏足を解いた中国』上下 ウィルフレッド・バーチェット著、小川修共訳、岩波書店（岩波新書）、1954年
- 『世界大思想全集 第2期 社会・宗教・科学思想篇 第36』 トマス・ヘンリー・ハクスリー、アレクサンドル・オパーリン著、八杉龍一、小野寺好之共訳、河出書房、1955年
- 『頭脳への設計 知性と生命の起源』 ウィリアム・ロス・アシュビー著、共訳、宇野書店、1967年
- 『中国経済の解剖 社会主義への中国の道』 E・L・ウィールライト、B・マクファーレン著、サイマル出版会、1973年